# Huaura
Huaura é uma província do Peru localizada na região de Lima. Sua capital é a cidade de Huacho.
Huaura possui uma população de 184.538 habitantes (estimativa 2002) e uma área de 4.892,52 km², perfazendo uma densidade demográfica de 37,7 hab./km².

## Distritos da província
- Ámbar
- Caleta de Carquín
- Checras
- Huacho
- Hualmay
- Huaura
- Leoncio Prado
- Paccho
- Santa Leonor
- Santa María
- Sayán
- Vegueta